# Felix Salten
Felix Salten, pseudonimo di Siegmund Salzmann (Pest, 6 settembre 1869 – Zurigo, 8 ottobre 1945), è stato uno scrittore ungherese naturalizzato austriaco ed in seguito svizzero, noto soprattutto per il romanzo Bambi, la vita di un capriolo (1923), da cui nel 1942 venne tratto il film d'animazione Bambi.

## Biografia
Nacque a Pest nel 1869 da una famiglia ebrea, il padre Fülöp Salzmann era telegrafista, la madre era Maria Singer. Dopo 3 anni la famiglia decise di trasferirsi a Vienna come molte altre famiglie, la città aveva infatti deciso di riconoscere pieni diritti a tutti i cittadini ebrei.
A causa di un rovescio finanziario il padre perse il lavoro, Felix fu costretto ad abbandonare gli studi e iniziare a lavorare come impiegato di una impresa di assicurazioni ma iniziò anche a scrivere brevi poemetti. 
Avendo vissuto esperienze di discriminazione da parte dei vicini e dei compagni di scuola decise di adottare come cognome Salten per apparire meno ebreo e si convertì al cattolicesimo.
Nel 1902 si sposò con l'attrice Ottilie Metzeles, la coppia ebbe due figli: Paul Jakob e Anna Katharina.
Nel 1915, fu anche regista, girando il film Der Narr des Schicksals che aveva come protagonista il noto attore Rudolph Schildkraut.
La sua opera più famosa Bambi, la vita di un capriolo venne pubblicato per la prima volta nel 1923, la prima pubblicazione in inglese avvenne nel 1928 e già nel 1933 la Disney comprò i diritti cinematografici ma ci vollero circa 10 anni prima che il film venisse proiettato. Il romanzo venne bandito dal regime nazista. 
Visse gli ultimi anni in Svizzera dove si era rifugiato grazie all'aiuto della figlia.
Dopo la sua morte, la Disney girò diversi film tratti da altri suoi libri: Perri (un documentario realizzato nel 1957 e tratto da Le avventure di Perri lo scoiattolo del 1938) e Geremia, cane e spia (1959), tratto da Der Hund von Florenz (1923). Del suo romanzo più celebre, Bambi, la vita di un capriolo,  Salten scrisse un seguito dal titolo I figli di Bambi.
Gli è stata attribuito anche Josefine Mutzenbacher, romanzo pubblicato in forma anonima che tratta della vita di una prostituta viennese e che fu oggetto di un celebre processo per oscenità.
Morì nel 1945 ed il suo corpo venne tumulato nel cimitero israelitico di Friesenberg, a Zurigo.

## Curiosità
- Salten, in un'analisi del quadro di Gustav Klimt Giuditta e Oloferne, dimostrò che la donna rappresentata come Giuditta è una donna contemporanea del pittore.[2]

## Filmografia

### Sceneggiatore
- Der Shylock von Krakau, regia di Carl Wilhelm (1913)
- Urteil des Arztes
- En opstandelse
- Der Schuß im Traum
- Der Narr des Schicksals, regia di Felix Salten (1915)
- Der Glücksschneider
- Moritz Wasserstrahl als Stratege
- Dr. Schotte
- Herztrumpf
- Olga Frohgemut
- Der Türmer von St. Stephen
- Das verbotene Land
- Moderne Ehen
- Komödianten, regia di Karl Grune (1925)
- Die Blumenfrau von Lindenau, regia di Georg Jacoby - dialoghi (1931)

### Regista
- Der Narr des Schicksals (1915)